# Ле-Гранд-Абержеман
Ле-Гранд-Абержема́н (фр. Le Grand-Abergement) — коммуна во Франции, находится в регионе Рона — Альпы. Департамент коммуны — Эн. Входит в состав кантона Брено. Округ коммуны — Нантюа.
Код коммуны — 01176.

## Население
Население коммуны на 2010 год составляло 109 человек.
| 1962 | 1968 | 1975 | 1982 | 1990 | 1999 | 2010 |
| ---- | ---- | ---- | ---- | ---- | ---- | ---- |
| 148  | 116  | 87   | 80   | 96   | 108  | 109  |